# Lelievlet
La lelievlet è una imbarcazione progettata nel secondo dopoguerra dagli olandesi Teunis Beenhakker e dal padrone marittimo Antonius Leo Joseph Stockmann, commissario della Katholieke Verkenners (Esploratori Cattolici) che cercavano una barca adatta alle attività scout.
Questa imbarcazione può essere usata vogando all'inpiedi, remando o a vela, quindi sia come deriva che come barca a chiglia.
Data la sua estrema versabilità è molto utilizzata anche da gruppi scout delle Fiandre e in Irlanda del Centro nazionale per le attività acquatiche (National Water Activities Centre - NWAC) di Killaloe.
Il suo nome è composto e deriva dalle parole lilie + vlet ovvero dal giglio scout e da una tipica barca a fondo piatto di metallo utilizzata per il trasporto di merce nei navigli (o acque interne in genere), in effetti il suo progetto deriva dalla beenhakkervlet.